# Möbelwagen
De 3.7 cm FlaK auf Fahrgestell Panzerkampfwagen IV (sf) (Sd.Kfz. 161/3), bijgenaamd Möbelwagen (meubelwagen) vanwege zijn vierkante opbouw (als die gesloten was), was een op het chassis van een Panzerkampfwagen IV gebouwd luchtdoelkanon. Het werd door de Duitse Wehrmacht in Europa gebruikt tijdens de Tweede Wereldoorlog.
In 1943 werd op de grond geplaatst luchtdoelgeschut steeds belangrijker voor de Wehrmacht vanwege de afnemende kracht van de Luftwaffe. In het begin van 1943 werd het idee van het plaatsen van geschut op het chassis van een PzKpfw IV voor het eerst voorgesteld. Het eerste ontwerp gebruikte een 20 mm viervoudig kanon ("Flakvierling") waarvan gedacht werd dat het te zwak was voor de laatste vliegtuigen die steeds hoger en sneller vlogen. Een enkel prototype werd hiervan geproduceerd voordat het ontwerp de prullenbak inging. Een tweede ontwerp met een betere, enkele 37 mm FlaK 43 werd op 28 januari 1944 aangenomen als een tijdelijke tussenstap totdat betere Flakpanzer (luchtafweertanks) gemaakt konden worden. Dit ontwerp werd 3,7 cm FlaK auf Fahrgestell Panzerkampfwagen IV (sf) genoemd en de eerste modellen werden op het Westelijke front ingezet in april 1944.

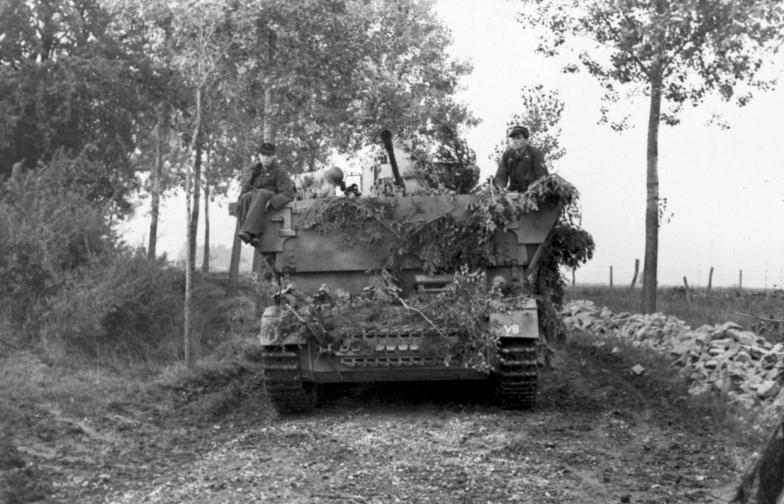
Een Möbelwagen in Frankrijk in 1944

De Möbelwagen werd door Krupp-Gruson in Magdeburg-Buckau en de Deutsche Eisenwerke in Duisburg gebouwd op chassis van Panzerkampfwagen IV's die beschadigd waren geraakt op het oostfront en teruggingen naar de fabriek voor reparatie. (Een voorstel om oudere uitgefaseerde PzKpfw IV's te gebruiken werd afgewezen omdat er geen reserveonderdelen meer verkrijgbaar waren.) Hier werd een open opbouw opgezet die de geschutpositie vormde. Hier omheen werden vier 30 mm bepantserde platen geplaatst, gefabriceerd door de Deutschen Röhrenwerke AG te Mülheim. Deze platen hadden twee standen waarin ze gebruikt konden worden: ze konden omlaag gezet worden voor 360 graden overzicht, waarmee de Möbelwagen horizontaal of laag kon vuren. Als tweede stand konden ze in een hoek van 30° met het verticale vlak gedeeltelijk openstaan, in deze positie was er een veiligheidsstand waarin het kanon nog steeds geheel rond kon draaien, maar het kon nu alleen nog maar op doelen in de lucht schieten. In de tweede stand konden er voor en achter twee tien millimeter dikke holle driehoekige platen uitgeklapt worden die de gaten moesten dichten die ontstonden doordat de vier platen elkaar nog niet raakten. De driehoekige platen werden later verbeterd om alle kieren te dichten en van 20 mm massief pantserstaal gemaakt. Bij beide standen was de bemanning echter erg kwetsbaar. Volledig gesloten waren de Möbelwagen alleen als ze in colonne reden en dan gaven ze de bemanning een beetje bescherming tegen kleine wapens en scherven.
Hoewel de Möbelwagen als doel had tijdelijk ingezet te worden deed hij zijn taken voortreffelijk voor de luchtdoelpelotons van de tankdivisies. Er werden er toch maar 240 geproduceerd vanaf maart 1944, nadat het prototype op 8 en 9 maart 1944 beproefd was. De Möbelwagen werd opgevolgd door de eerste echte Flakpanzer IV: de Wirbelwind en de Ostwind, die beide de bemanning volledig beschermden en geheel konden draaien waarbij ze zowel tegen grond- als luchtdoelen ingezet konden worden. Er was een munitievoorraad van 416 schoten. De motor werd anders ingesteld omdat hij ook het kanon moest laten draaien en leverde nu 272 pk.
Er bevindt zich nog een voertuig in het Musée des Blindés te Saumur en in het AutoTechnik Museum te Sinsheim.